# Fleta
Fleta é um gênero de traça pertencente à família Arctiidae.